# Абигейл Адамс
Абигейл Смит Адамс  (на английски: Abigail Smith Adams) е съпруга на втория президент на САЩ – Джон Адамс. Синът на Джон Адамс и Абигейл е шестият президент на САЩ – Джон Куинси Адамс. Запазени са писмата между нея и съпруга ѝ, които са важни исторически документи, тъй като в тях се обсъждат и коментират политически и исторически събития. Двамата имат 6 деца – Абигейл (1765 – 1813), Джон, бъдещият 6-и президент (1767 – 1848), Сюзана (1768 – 1770), Чарлс (1770 – 1800), Томас (1772 – 1832) и Елизабет (мъртвородена, 1777). Умира от коремен тиф през 1818 г.